# Paradonea variegata
Espèce
Synonymes
- Adonea variegata Purcell, 1904

Paradonea variegata est une espèce d'araignées aranéomorphes de la famille des Eresidae.

## Distribution
Cette espèce se rencontre en Namibie, au Botswana et en Afrique du Sud.

## Description
Le mâle décrit par Purcell en 1904 mesure 10,5 mm et les femelles de 14 à 18 mm

## Publication originale
- (en) Purcell, 1904 : Descriptions of new genera and species of South African spiders. Transactions of the South African Philosophical Society, vol. 15, p. 115-173 (texte intégral).